# Zavjetrinski prolaz
Zavjetrinski prolaz (en. Leeward Passage) je kanal između otoka Hans Lollik i sjevernog otoka St. Thomas na Američkim Djevičanskim otocima u Karibima. To je jedan od najmanjih kanala u SAD-u.